# المدرسة الميغارية

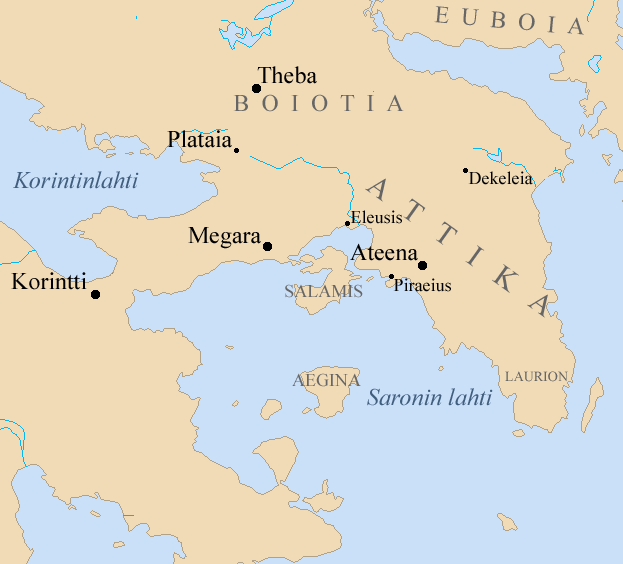
ميغارا في أتيكا ، والكذب على مسافة واحدة من أثينا، طيبة, و كورنثوس

المدرسة الميغارية هي مدرسة فلسفية ازدهرت في القرن الرابع ما قبل الميلاد، أسسها أحد تلاميذ سقراط ويدعى أوكليديوس الميغاري. تستمد تعاليمها الأخلاقية من سقراط، تعترف بوجود خير واحد الذي، على ما يبدو، بعمل جنبا إلى جنب مع مبدائي الإيلية والتوحيد. طور بعض خلفاء اكليديوس نظم منطق متقدمة إلى حد أن أصبحوا مدرسة مستقلة والمعروفة باسم المدرسة الجدلية. ولعب تطويرهم للمنطق الموجهات والمنطق المشروط، والمنطق الشرطي، والمنطق الاقتراحي ادورا هاما في تطوير المنطق في العصور القديمة.

## وصلات خارجية
- المدرسة الميغارية  على موسوعة ستانفورد للفلسفة
- جدلية المدرسة وأصل اقتراحي المنطق مع ببليوغرافيا مشروحة
- "Megarians". الموسوعة الكاثوليكية. نيويورك: شركة روبرت أبيلتون. 1913.